# Fong Chong Pik
Fong Chong Pik lub Fang Chuang Pi (chiń. upr. 方壮壁; chiń. trad. 方壯壁; pinyin Fāng Zhuàngbì; ur. 1924, zm. 6 lutego 2004) – polityk malajski, lider komunistyczny Singapuru.
Urodził się w Chinach, przybył do Singapuru z rodzicami jako sześciolatek. Pracował jako dziennikarz lewicowego pisma "Nan Chiau Jit Poh". Od 1949 był członkiem Komunistycznej Partii Malajów; jako jeden z przywódców otrzymał w latach 50. przydomek Plen (skrót od pleponitentiary – pełnomocny). Współkierował partią w latach 50. i 60., kiedy sytuacja w Malezji była napięta, a Singapur jeszcze nie ogłosił niepodległości. Należał do rzeczników współpracy z Ludową Partią Akcji (jego siostra Fung Yin Ching była później deputowaną tego ugrupowania) i tworzenia wspólnego frontu antykolonialnego. Słynął z umiejętności unikania aresztowania.
Od 1963 przebywał w Indonezji, pozostawał w ukryciu; ujawnił się po podpisaniu porozumienia przez Komunistyczną Partię Malajów z władzami Malezji i Tajlandii w 1989.